# Giải SDFCS cho kịch bản chuyển thể hay nhất
Giải SDFCS cho kịch bản chuyển thể hay nhất là một trong các giải của SDFCS dành cho kịch bản chuyển thể được bầu chọn là hay nhất. Giải này được lập từ năm 1997.

## Các kịch bản đoạt giải

### Thập niên 1990
| Năm  | Kịch bản phim     | Soạn giả                        | Nguồn                          |
| ---- | ----------------- | ------------------------------- | ------------------------------ |
| 1997 | L.A. Confidential | Curtis Hanson & Brian Helgeland | tiểu thuyết của James Ellroy   |
| 1998 | A Simple Plan     | Scott B. Smith                  | tiểu thuyết của Scott B. Smith |
| 1999 | Election          | Alexander Payne & Jim Taylor    | tiểu thuyết của Tom Perrotta   |

### Thập niên 2000
| Năm  | Kịch bản phim         | Soạn giả                               | Nguồn                                                                |
| ---- | --------------------- | -------------------------------------- | -------------------------------------------------------------------- |
| 2000 | Chocolat              | Robert Nelson Jacobs                   | tiểu thuyết của Joanne Harris                                        |
| 2001 | Ghost World           | Daniel Clowes & Terry Zwigoff          | loạt truyện hài của Daniel Clowes                                    |
| 2002 | Adaptation.           | Charlie & Donald Kaufman               | sách của Susan Orlean                                                |
| 2003 | American Splendor     | Shari Springer Berman & Robert Pulcini | loạt truyện hài của Harvey Pekar & loạt truyện hài của Joyce Brabner |
| 2004 | Sideways              | Alexander Payne & Jim Taylor           | tiêu thuyết của Rex Pickett                                          |
| 2005 | Capote                | Dan Futterman                          | sách của Gerald Clarke                                               |
| 2006 | Thank You for Smoking | Jason Reitman                          | tiểu thuyết của Christopher Buckley                                  |
| 2007 | There Will Be Blood   | Paul Thomas Anderson                   | tiểu thuyết của Upton Sinclair                                       |
| 2008 | Slumdog Millionaire   | Simon Beaufoy                          | tiểu thuyết của Vikas Swarup                                         |

Bản mẫu:SDFCS Awards Chron